# L'últim tango a París
L'últim tango a París (títol original en italià: Ultimo tango a Parigi) és una pel·lícula franco-italiana de Bernardo Bertolucci estrenada el 1972 i doblada al català. Es tracta de la seva sisena direcció.

## Argument
Sota el pont d'un metro aeri, una noia molt jove supera un home madur amb aspecte cansat. El troba una mica més tard en un pis per llogar del 16è districte de Paris, sota el pont de Bir-Hakeim i de l'estació de metro Passy. Fan l'amor, després se'n van sense saber els seus noms respectius, ja que ell no vol no saber-ho.
Ella, Jeanne, a la vintena i filla d'un coronel, cercarà el seu amic cineasta a l'estació; les càmeres graven les seves trobades, ja que el seu amic ha decidit filmar el seu retrat. 
 Ell, Paul, a la quarantena i americà, torna a l'hotel on la seva dona s'acaba de suïcidar.
Per l'atzar dels seus retrobaments, s'introduiran en una relació intensa, agitada, breu, però desesperada. Ella «és a la mesura dels turments que provoca l'explosió del feminisme», adaptació del realitzador.
Una pastilla de mantega va contribuir a la fama de la pel·lícula

## Repartiment
- Marlon Brando: Paul
- Maria Schneider: Jeanne
- Jean-Pierre Léaud: Tom
- Maria Michi: La mare de Rosa
- Massimo Girotti: Marcel
- Giovanna Galletti: Una Prostituta
- Darling Légitimus: La conserge de l'immoble
- Marie-Hélène Breillat: Monique
- Catherine Allégret: Catherine
- Veronica Lazar: Rosa
- Catherine Breillat: Mouchette
- Gitt Magrini: La mare de Jeanne
- Jean-Luc Bideau: Un capità
- Laura Betti: Miss Blandish
- Michel Delahaye: El venedor de biblies
- Mauro Marchetti: Un càmera
- Rachel Kesterber: Christine
- Catherine Sola: La script-girl
- Luce Marquand: Olympia
- Armand Abplanalp: El client de la prostituta
- Dan Diament: L'enginyer de so
- Gérard Lepennec: Un noi de les mudances
- Mimi Pinson: El president del concurs de tango
- Peter Schomer: L'ajudant de l'operador
- Ramón Mendizábal: El cantant de l'orquestra de tango

## Anàlisi
La pel·lícula neix com a conseqüència d'una fantasia del realitzador Bernardo Bertolucci. Va tenir el somni de trobar una dona al carrer i de tenir-hi una relació sexual sense conèixer-ne el nom.
El ritme de rodatge va ser molt esgotador. El rodatge va durar dotze setmanes a raó de 14 hores per dia.
La pel·lícula encarna una època de transició. Pel realitzador, la relació entre els dos protagonistes reflecteix la revolució sexual, feminista i els costums. De fet, més globalment, la història és una al·legoria del pas d'una època «clàssica» a una època «moderna» fins i tot «postmoderna». S'hi veu la construcció de la torre Montparnasse enmig dels vestigis del vell París que sembla esbufegar. S'hi sent igualment l'atmosfera de després del maig de 1968 i la impregnació de la cultura pop.
Però L'últim tango a París  és abans de tot una pel·lícula sobre la incomunicabilitat entre els éssers i l'amor impossible. Com més sembla ésser fort l'amor, menys és possible la comunicació. Aquesta pel·lícula és una pintura desesperada i lúcida sobre les relacions humanes. Un mortífer carreró sense sortida quan un s'obstina a voler tastar el que no és d'aquest món: la felicitat en parella. 
Fer prova de dolçor en l'amor, és utilitzar mantega per sodomitzar la seva companya i l'única verdadera intimitat que es pot tenir es resumeix en dos dits al recte, sembla dir Bertolucci. Tota història d'amor es resumeix en la sentència lapidària dels nens en el jardí: 
«–Ei, què feu? 
–Nosaltres? Caguem. 
–Filma això, filma-ho tot!»

### Pel·lícula escandalosa
La pel·lícula va ésser molt criticada, i fins i tot atacada, en el moment de la seva sortida en sala el 1972. Nombrosos països europeus van classificar la pel·lícula com X, entre els quals França que la prohibí als menors de 18 anys. Associacions familiars i crítics cinematogràfics es van pronunciar en contra de la pel·lícula i la van qualificar d'excés pornogràfic. A Itàlia, d'on Bertolucci és natiu, la pel·lícula va ésser simplement prohibida la difusió i el realitzador va perdre els seus drets cívics. L'escena considerada com la més xocant, i també la més famosa, és l'escena de sodomia, a la cuina, on la mantega serveix de lubrificant. Aquesta escena va ser preparada per Marlon Brando i Bertolucci, sense que figurés al guió ni ho sabés Maria Schneider. Encara que l'acte sigui simulat, les llàgrimes de Maria Schneider són ben reals, ja que va quedar extremadament escandalitzada. Anys més tard, declararà al respecte que ella assimilava aquesta escena a una violació i que mai havia perdonat Bertolucci. Aquest, en la desaparició de l'actriu el febrer de 2011, dirà haver lamentat no haver-se excusat abans de la seva mort.

### Brando en el seu personatge
Abans que el paper no se li assignés a Brando, Bertolucci ho va proposar en principi a Jean-Louis Trintignant, heroi de les seves precedents pel·lícules, entre les quals El conformista. Però va refusar per pudor. Bertolucci ho va proposar de manera successiva a Jean-Paul Belmondo i a Alain Delon, però cap dels dos va acceptar. Se li va suggerir llavors a Marlon Brando que, després de nombrosos fracassos, s'havia reconciliat amb l'èxit gràcies al triomf de El Padrí de Coppola. Durant el rodatge, Brando no va deixar de modificar els diàlegs del personatge, ja que trobava el text de sortida poc interessant. Schneider declararà que Marlon també s'havia implicat en la direcció, ja que a Bertolucci semblava que li costava.
Davant la polèmica que va aixecar la pel·lícula, Brando renegarà del seu personatge per por que la seva imatge sigui degradada de forma duradora amb el públic i la crítica. Com a conseqüència, sempre s'ha negat a tornar-la a veure.

## Al voltant de la pel·lícula
- Jean-Luc Bideau interpreta un capità de barcassa, però les seves escenes han estat suprimides al muntatge.
- Quan Jeanne roda l'escena al canal, llança una boia marcada  L'Atalante  a l'aigua, homenatja la pel·lícula de Jean Vigo.
- Una escena és rodada a l'estació de metro de Passy.
- La pel·lícula fou prohibida a l'estat espanyol durant el Franquisme i no es va projectar fins un cop instaurada la democràcia.[5]

## Premis i nominacions

### Nominacions
- 1974. Oscar al millor actor per Marlon Brando[6]
- 1974. Oscar al millor director per Bernardo Bertolucci[6]
- 1974. Globus d'Or a la millor pel·lícula dramàtica
- 1974. Globus d'Or al millor director per Bernardo Bertolucci
- 1974. BAFTA al millor actor per Marlon Brando
- 1974. Grammy al millor àlbum de banda sonora original per Gato Barbieri